# Peixos (websèrie)
Peixos és una websèrie, llançada el 2016, i rodada a Barcelona en llengua de signes catalana.
Peixos és la primera sèrie en llengua de signes catalana, subtitulada en tres idiomes -català, castellà i anglès- que exposa les particularitats de la comunitat sorda. Es tracta d'una mini 'sitcom', amb uns deu minuts per capítol, en què dos dels seus tres protagonistes són sords, dins i fora de plató. L'equip de rodatge també és mixt. Es pot dir que és una webserie "adaptada per a oients". La sèrie, que està rodada al barri de Les Corts, està produïda per equip mixt de persones sordes i no sordes. "Peixos" és un projecte audiovisual entre la comèdia i el 'thriller' que narra una història de rebuig i acollida, amb la qual s'ensenyen els costums, la llengua i les particularitats de la comunitat sorda. La sèrie, dirigida i coescrita per Pau Navarro i produïda per Anna Domènech, compta amb nou capítols de deu minuts disponibles a 'Youtube' i s'ha dut a terme sense cap ajuda privada o pública. S'ha realitzat amb la col·laboració de 'Cercle d'Artistes Sords Units', i explica la vida de tres joves -Tito, Laura i Cesc- que són obligats a conviure, i que a partir d'aquesta convivència "intentaran descobrir el fosc secret que ha amagat la comunitat sorda durant segles.